# Ingazeira
Ingazeira là một đô thị thuộc bang Pernambuco, Brasil. Đô thị này có diện tích 243,7 km², dân số năm 2007 là 4411 người, mật độ 18,1 người/km².